# آيت زكري (إغيل ن أومكون)
آيت زكري هي إحدى مشيخات المملكة المغربية، تتبع جغرافيا لإقليم تنغير و اقليم ورزازات  وإداريًا لإغيل ن أومكون و جماعة ايدلسان و جماعة سكورة
. يقدر عدد سكانها بـ 8146 نسمة حسب الإحصاء الرسمي للسكان والسكنى لسنة 2004.